# Faktor pro výměnu guaninových nukleotidů

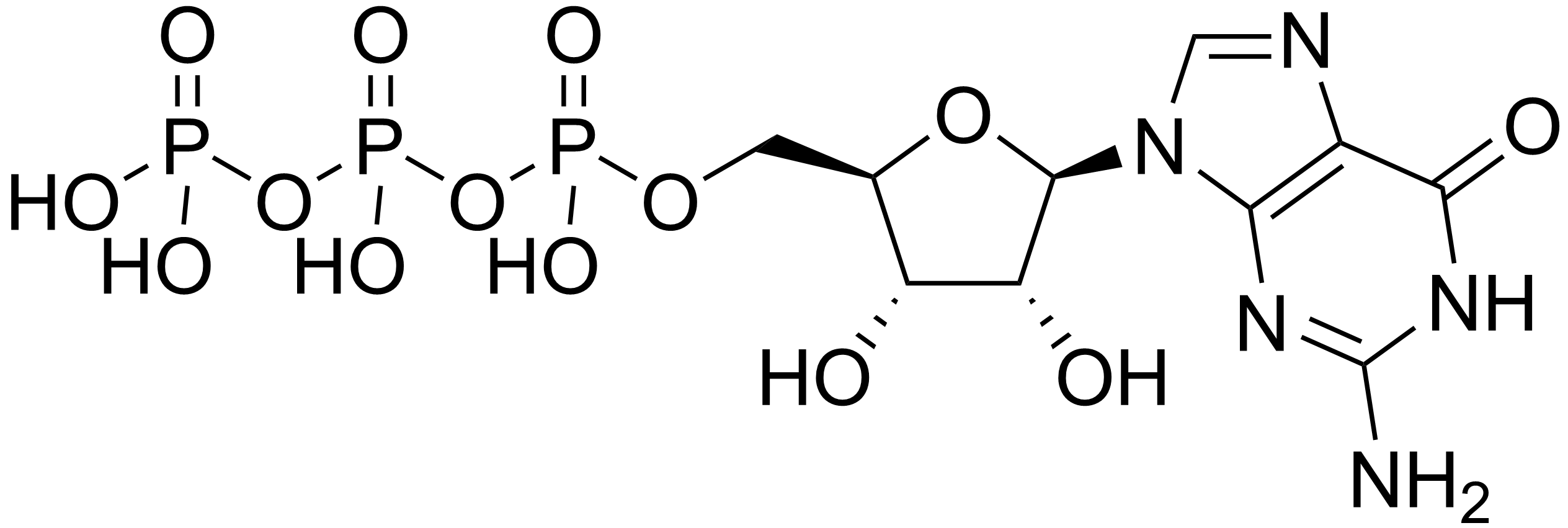
GTP

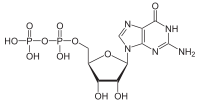
HDP

Faktor pro výměnu guaninových nukleotidů nebo také výměný faktor guaninnukleotidů zkr. GEFs je protein nebo proteinová doména, která aktivuje monomerní GTPázu tím, že stimuluje uvolňování guanosin difosfátu (GDP), čímž umožní vazbu guanosin trifosfátu (GTP).  Bylo nalezeno mnoho strukturně nepodobných domén, které vykazují guanin-nukleotid výměnnou aktivitu. Některé GEFs mohou aktivovat více GTPáz, zatímco jiné jsou specifické pro jednu GTPázu.

## Funkce

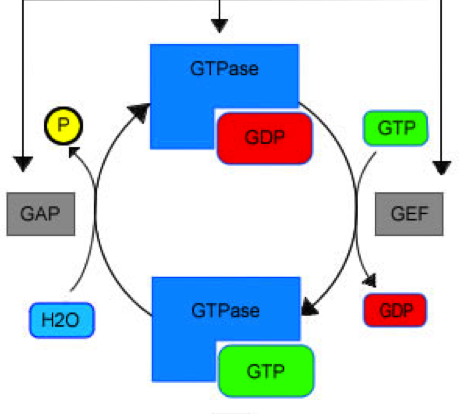
Schéma GEF aktivace GTPázy

GEFs jsou proteiny nebo proteinové domény aktivující malé GTPázy, které působí jako molekulární přepínače  intracelulární signální dráhy a mají mnoho navazujících cílů. Nejznámější  GTPázou je skupina Ras, která je zapojena do základních buněčných procesů jako je buněčné diferenciace a proliferace, cytoskeletální organizace, trnposrt vezikul a jader. GTPáza je jaktivní, když se váže na GTP a neaktivní, když se váže k GDP, což umožňuje regulaci aktivity  GEFs a působí proti  GTPáze aktivačním proteinům (GAPs).
GDP se oddělí od neaktivní GTPázy velmi pomalu. Vazba GEFs k GTPaáza substrátu  katalyzuje disociaci GDP, což umožní  GTP navázat na.  GEFs podpruje disociaci GDP. Po oddělení GDP se  od GTPázy , GTP se naváže na jeho místo v cytosolickém poměru GTP/GDP  10:1. Vazba GTP na GTPázu vede k uvolnění í GEF, které pak může  aktivovat další GTPázu. Tak GEFs  jednak destabilizuje GTPázu interakcí s GDP a stabilizuje GTpázy bez nukleotidů, dokud se molekula GTP na ně nenaváže. GAPs se chovají antagionisticky a inaktivují GTPázy zvyšením GTP hydrolýzy. GDP zůstává vázán na neaktivní GTPázu, dokud se GEF nenaváže a nastimuluje jeho uvolňování.